# Дърк Богард
Сър Дерек „Дърк“ Богард (на английски: Sir Derek Jules Gaspard Ulric Niven van den Bogaerde, (28 март, 1921 – 8 май, 1999), е британски писател и актьор, носител на две награди на БАФТА и номиниран за две награди „Златен глобус“.

## Избрана филмография
| Година | Филм                | Оригинално заглавие | Роля                                   | Режисьор        |
| ------ | ------------------- | ------------------- | -------------------------------------- | --------------- |
| 1959   | Клевета             | Libel               | сър Марк Себастиян Лодън и Франк Уелни | Антъни Аскуит   |
| 1969   | Залезът на боговете | La caduta degli dei | Фридрих Брукман                        | Лукино Висконти |
| 1971   | Смърт във Венеция   | Morte a Venezia     | Густав фон Ашенбах                     | Лукино Висконти |
| 1977   | Недостижимият мост  | A Bridge Too Far    | Генерал Фредерик Браунинг              | Ричард Атънбъро |